# Réserve naturelle du Lac de Lesina
La réserve naturelle du lac de Lesina est une zone naturelle protégée située dans la partie orientale du lac de Lesina, de la province de Foggia dans les Pouilles. 
La réserve naturelle a été créée en 1981 et occupe une superficie de 930 hectares et a été créée comme zone de repeuplement animal et comme site d'importance communautaire. Dans cette zone se trouve le Centre de visite Laguna di Lesina, géré par la Ligue italienne de protection des oiseaux dans Parc national du Gargano.

## Description
La réserve animale se situe dans la partie orientale du lac de Lesina, où prédomine l'eau douce et se caractérise par une dense roselière qui peut abriter de nombreuses espèces  d'oiseaux migrateurs ou nicheurs comme le héron pourpré, la sterne caugek, l'échasse blanche, la rousserolle effarvatte, le grèbe huppé…
Le long de la bande côtière du maquis méditerranéen, on trouve la tortue d'Hermann et quelques échouages de tortue caouanne ont été signalés.